# Bruna Griphao
 Bruna Grigoriadis Orphao (Río de Janeiro, 10 de marzo de 1999) es una actriz brasileña.

## Vida personal
En Big Brother Brasil 23, Bruna reveló ser bisexual heteroafectiva.

## Filmografía

### Televisión
| Año  | Título                  | Personaje                                               |
| ---- | ----------------------- | ------------------------------------------------------- |
| 2009 | Bela, a Feia            | Aninha                                                  |
| 2012 | Avenida Brasil          | Paloma Bragança de Queirós                              |
| 2013 | Malhação                | Giovana Rocha                                           |
| 2016 | Haja Coração            | Carolina Talarico                                       |
| 2017 | Sob Pressão             | Michele                                                 |
| 2018 | Orgulho e Paixão        | Lydia Bennet                                            |
| 2021 | Nos Tempos do Imperador | Leopoldina de Bragança                                  |
| 2023 | Big Brother Brasil      | Ela mesma / Participante (Temporada 23: "3ª finalista") |

### Cine
| Año  | Título                    | Personaje |
| ---- | ------------------------- | --------- |
| 2014 | Muitos Homens em Um Só    | Maria     |
| 2014 | Confissões de Adolescente | Bruna     |
| 2016 | É Fada!                   | Verônica  |
| 2017 | A Glória e a Graça        | Mariana   |
| 2020 | Ricos de Amor             | Raissa    |